# Vizcaínos
Vizcaínos község Spanyolországban, Burgos tartományban. Vizcaínos Barbadillo del Pez, Salas de los Infantes, Pinilla de los Moros és Jaramillo de la Fuente községekkel határos. Lakosainak száma 40 fő (2024).

## Népesség
A település népessége az utóbbi években az alábbiak szerint változott:
| Lakosok száma | 70   | 57   | 49   | 49   | 55   | 46   | 44   | 46   | 46   | 40   |
|               | 2001 | 2004 | 2006 | 2009 | 2011 | 2014 | 2016 | 2019 | 2021 | 2024 |